# 川鶴晃裕
川鶴 晃裕（かわつる あきひろ、1964年11月6日 - ）は、日本の俳優。

## 来歴・人物
- 2021年からaRmaの不明権利者リストに記載されていて、消息不明だったが、2024年現在は記載されておらず、連絡が取れたものと思われる[1]。
- 身長168cm、体重59kg。
- 特技は殺陣、英会話、司会、大道芸。

## 出演

### テレビドラマ
- 三匹が斬る! シリーズ（テレビ朝日）
  - 続続・三匹が斬る! 第2話「謎の邪馬台国! 王冠を守る霊感美女」（1990年）
  - また又・三匹が斬る!
    - 第11話「名物は、女体の浮いた露天風呂」（1991年）
    - 第20話「献上の 茶壺に幽霊現われた!」（1991年）

  - 新・三匹が斬る!
    - 第1話「懸賞首、三つ揃って夢道中」（1992年）
    - 第14話「金儲けの、イロハ指南に賭けた首」（1992年）
- 暴れん坊将軍シリーズ（テレビ朝日）
  - 暴れん坊将軍IV
    - 第29話「お役者新さん 花の廻り舞台!」（1991年）- 呼び込み
    - 第39話「女賞金稼ぎ 子連れ旅!」（1992年）- 伝次 (方言指導)
    - SP「隠された壱千万両 家康の埋蔵金を追え!」(1992年）

  - 暴れん坊将軍V 第32話「潜入! いれずみ湯の風来坊」（1994年）- 三吉
  - 暴れん坊将軍VI 
    - 第31話「男と女の夢舞台」（1995年）- 三谷竜太郎
    - 第39話「吉宗、騙りを働く!?」（1995年）- 家来
- 名奉行 遠山の金さん（ANB / 東映）
  - 第4シリーズ 第11話「殺人者は振り袖の美女」（1991年） - 男衆
  - 第7シリーズ 第2話「美女連続殺人! 裏切られた友情」（1995年） - 佐久間家の若党
- 将軍家光忍び旅II （1992-93年、ANB / 東映）
  - 第5話「父と娘が守る無法の街!」
  - 第15話「小諸城の危機、偽将軍と偽殿様」- 手代
- 江戸を斬るVIII（1994年、TBS / C.A.L）
  - 第3話「悪が群がる地獄島」
  - 第4話「恋人を殺された女」
  - 第5話「意外な目撃者」
  - 第6話「義賊を騙る悪い奴」
- 水戸黄門（TBS / C.A.L）
  - 第23部 第21話「津和野銘菓は恋の味 -津和野-」（1994年）
  - 第25部
    - 第29話「狙われた庄内小町 -酒田-」（1997年）- 役人
    - 第42話「お銀が結んだ父子紬 -結城-」（1997年）- 茜屋の手代

  - 第27部 第19話「二人の御隠居 -村上-」（1999年）- 役人
  - 第28部
    - 第12話「女三人 崖っぷち勝負! -鳴海-」（2000年）
    - 第19話「千両箱で町おこし -守口-」（2000年）
    - 第21話「意地と涙の人形芝居 -淡路-」（2000年）

  - 第29部 第3話「光圀を狙え! -水戸-」（2001年）
  - 第30部 第21話「遊女が狙った異人館 -長崎-」（2002年） - 山下順之助
  - 第31部 第17話「民をあざむく仮面の怪人 -備中松山-」（2003年）- 村人
  - 第32部 第4話「響け! 汗と涙の御諏訪太鼓 -諏訪-」（2003年）- 村人
  - 水戸黄門 1000回記念スペシャル
  - 第33部 第7話「嘘を承知の親孝行 -大和-」（2004年）- 大工
  - 第34部 第18話「剣友の濡れ衣を晴らせ -会津-」（2005年）
  - 第35部 第1話「風雲急を告げる高松城 -水戸・江戸・高松-」（2005年）
  - 第37部 第4話「頑固一徹職人魂 -松本-」（2007年）- 仙三
  - 第39部 第5話「ゴリ押し父子の悪企み -赤穂-」（2008年）- 番頭
  - 第41部 第3話「過去を消した謎の女! -鎌倉-」（2010年）- 平六
  - 第42部 第6話「助さんに見た父の面影 -富山-」（2010年）- 職人
- 新・おみやさん
- 隠密奉行朝比奈 第2シリーズ（1999年）
  - 第5話「伊予松山 姫さまと無理心中」
  - 第7話「姫路城 吉原から来た側室」- 榊原政岑
- 銭形平次 (村上弘明版) テレビ朝日
  - 第1シリーズ 第5話「予告殺人!!生前葬に隠された罠」
  - 第2シリーズ 第8話「涙の祝言!殺人者になった花嫁の父!!」
- 科捜研の女シリーズ
  - （2010年） - 佐々木酒造の社長 役
  - （2013年 - 2014年） - 三枝義史係長 役
  - （2016年） - 市役所の遺品処理職員 役
  - （2017年） - 警官 役
  - （2019年） - 金子康晴 役
- 刑事ゼロ - 裁判長 役
- 遺留捜査5 - 益子徹 役